# Плошиловская
Плошиловская — деревня в Тарногском районе Вологодской области.
Входит в состав Заборского сельского поселения, с точки зрения административно-территориального деления — в Лохотский сельсовет.
Расстояние до районного центра Тарногского Городка по автодороге — 25 км, до центра муниципального образования Красного по прямой — 10 км. Ближайшие населённые пункты — Никитиха, Конашевская, Терентьевская, Тюприха, Будринская.
По переписи 2002 года население — 47 человек (20 мужчин, 27 женщин). Всё население — русские.